# Krilan Le Bihan
Krilan Le Bihan né le 16 juillet 1998 à Palaiseau, Essonne est un triathlète et duathlète français, champion du monde de duathlon en 2022.

## Biographie
Krilan Le Bihan est le fils de Christophe Le Bihan duathlète français au club de Gonfreville l'Orcher (ESMGO) de 1999 à 2009, sextuple champion de France des clubs. Sa jeune sœur Loanne pratique le même sport durant sa scolarité.

## Palmarès
Le tableau présente les résultats les plus significatifs (podium) obtenus sur le circuit national et international de duathlon depuis 2020,.
| Année | Compétition                                      | Pays     | Position           | Temps           |
| ----- | ------------------------------------------------ | -------- | ------------------ | --------------- |
| 2023  | Championnats du monde de duathlon                | Espagne  | Médaille de bronze | 51 min 10 s     |
| 2022  | Championnats du monde de duathlon                | Roumanie | Médaille d'or      | 1 h 40 min 32 s |
| 2022  | Championnats du monde de duathlon - relais mixte | Roumanie | Médaille de bronze | 1 h 12 min 38 s |
| 2022  | Championnat de France de duathlon                | France   | Médaille d'argent  | 53 min 38 s     |
| 2020  | Championnats d'Europe de duathlon                | Portugal | Médaille de bronze | 52 min 20 s     |